# Olympus E-520
La Olympus E-520 (Olympus EVOLT E-520 en América) es una SLR digital de 10 megapíxeles fabricada por Olympus y basada en el sistema Cuatro Tercios. Forma parte, junto a la E-620, de la gama media en cámaras réflex de Cuatro Tercios de Olympus.
Anunciada en mayo como la sucesora de la E-510, incluye tecnología de detección de rostro, autoenfoque con previsualización en pantalla Live Preview, control de flash inalámbrico y tecnología de Ajuste de Sombras. Además posee una pantalla un poco más grande que la E-510 y una mayor velocidad de disparo continuo.
La E-520 usa el sistema de Filtro de Ondas Supersónicas (SSWF) patentado de Olympus para quitar el polvo del sensor durante el encendido y/o cuando el usuario lo quiera. Este sistema elimina en gran medida el problema de la acumulación de polvo en la superficie del sensor.